# Oblast de Novossibirsk
L'oblast de Novossibirsk (en russe : Новосиби́рская о́бласть, Novossibirskaïa oblast, officieusement en russe Novossibir) est un sujet de Sibérie occidentale de la fédération de Russie, dont la capitale est la ville de Novossibirsk, qui lui a donné son nom. Rosstat lui attribue le code 50, et son code d'immatriculation est 54. La langue officielle est le russe. Le territoire se situe sur une grande plaine fertile plate.

## Géographie

### Situation
L'oblast de Novossibirsk est situé dans le centre de la Russie et il a une superficie de 177 756 km2. Il est situé dans le sud-ouest de la plaine de Sibérie, au pied du massif des Basses Salairn entre les fleuves Ob et Irtych. L'oblast est encadré à l'ouest par l’oblast d'Omsk, au nord par l'oblast de Tomsk et à l'est par l'oblast de Kemerovo. Le sud et le sud-ouest de l'oblast sont bordés par le territoire du krai de l'Altaï et le Kazakhstan (oblys de Pavlodar). Le territoire de l'oblast a une largeur de 600 km d'est en ouest et 400 km du nord au sud. 
Il est constitué en majeure partie par une plaine : au sud domine la steppe, au nord dominent des régions boisées avec de nombreux marais. Il y a également beaucoup de lacs, les plus importants étant les lacs Tchany, Sartlan et Oubinskoïe.

### Climat
Le climat est un climat continental humide,  la température annuelle moyenne de l’air s'élevait à +2,1 °C en 2022. Les précipitations totales cette année-là ont été de 301 mm, soit 71 % de la norme 1991-2020.

### Végétation
La région est située dans les zones de steppe, de steppe forestière et de taïga.
Le fonds forestier couvre 6,49 millions d'hectares, dont 4,67 millions d'hectares, soit 46 700 km²., soit plus d'un cinquième du territoire de la région. Le pourcentage le plus élevé de couverture forestière se trouve dans la sous-zone de taïga méridionale (35 %), où prédominent les espèces de conifères (sapins, épicéas, pins, cèdres) avec un mélange de bouleaux, de trembles et, rarement, de mélèzes. Les forêts de Prisalairye (34 %) et de pins d'Ob (24 %) se distinguent également par une couverture forestière accrue. Les « bosquets » de bouleaux et de trembles prédominent dans la plaine de Baraba (11 % de couverture forestière). Les prairies et pâturages se trouvent principalement dans la plaine de Baraba et le long des vallées des grands fleuves.

### Le monde animal
La faune de la région est diversifiée. Au nord, dans les zones forestières, vivent : ours, rennes, élans, lynx, chevreuils, carcajous, loutres et castors de rivière. L'écureuil, la belette de Sibérie et l'hermine sont les principales espèces de fourrures. Parmi les oiseaux, on trouve le tétras des bois et le tétras du Canada. Dans la zone forêt-steppe vivent : loup, renard arctique, hermine, belette, gerboise, lièvre blanc et lièvre brun ; dans les lacs de Baraba, on trouve le rat musqué et le campagnol terrestre.

### Fuseau horaire
Avec l'introduction de l'heure standard en Russie (1919), le territoire de la future région de Novossibirsk fut divisé entre les 5e et 6e fuseaux horaires, la frontière longeant la rivière Ob. Ce n'est qu'en 1956 qu'a été prise la décision « relative à l'établissement de nouveaux fuseaux horaires sur le territoire de l'URSS », liant ainsi ces frontières à celles des régions et territoires. Depuis le 1er mars 1957, le territoire de la région de Novossibirsk est entièrement rattaché au 6e fuseau horaire, avec un décalage de +4 heures avec l'heure de Moscou. Le 23 mai 1993, la région est passée au cinquième fuseau horaire (MSK+3). Le 24 juillet 2016, la région de Novossibirsk est revenue au fuseau horaire UTC+7..

## Urbanisme

### Voies de communication et transports
La longueur des routes de l'oblast de Novossibirsk s'élevait en 2017 à 28 153 km de routes publiques. Elles se répartissaient entre 796 km de routes d'importance fédérale, 12 733 km de routes d'importances régionales et 14 624 km de routes d'importance locales. 
Concernant les transports ferroviaires, l'oblast compte 1 512 km de voies ferrées, 43 grandes gares ferroviaires, 42 gares et 50 haltes. Pour les transports communs l'oblast compte 199 km de lignes de tramway et de trolleybus, 16 km de voies de métro et 13 stations de métro et 35 gares routières. Enfin, l'oblast possède 647 km de voies navigables.

### Répartition des terres
La répartition des terres selon le rapport d'État « Sur l'état et la protection de l'environnement de la fédération de Russie en 2022 » du ministère des ressources naturelles et de l'environnement russe est, selon les catégories du code foncier russe, la suivante:
| Répartition                                   | 2022 (km2) | 2022 (%) |
| --------------------------------------------- | ---------- | -------- |
| Terres agricoles                              | 111 105    | 62,5     |
| Terres des localités                          | 2 687      | 1,5      |
| Terres d'industrie et autres fins spéciales   | 1 286      | 0,7      |
| Terres des territoires et des objets protégés | 29         | 0,0      |
| Terres du fonds forestier                     | 46 297     | 26,1     |
| Terres du fonds aquatique                     | 5 950      | 3,3      |
| Terres de réserve                             | 10 402     | 5,9      |
| Total                                         | 177 756    | 100      |

## Histoire

### Préhistoire
Les premières traces de peuplement de l'être humain remontent à entre 15 000 et 12 000 ans AP. Plusieurs sites remontent à cette période appartenant au Paléolithique, avec ceux de Voltchia Griva, de Novotartasskaïa, de Venguerovo 5 et de Ielban 3. Le Néolithique, qui s'étale dans la période du VIIIe au Ve millénaire av. J.-C., est le moment de l'installation et de l'adaptation des humains sur les rives de l'Ob, dans la région de Salaïr et dans le nord de la Baraba (une steppe de l'oblast). Il s'ensuit l'Âge du bronze, entre le IVe et le IIe millénaire av. J.-C., représentés par plusieurs cultures archéologiques, avec celles d'Oust-Tartas, d'Odinovo, de Samous, de Krotovo, d'Andronovo, d'Irmen et Pakhomovosk.  La fin de la préhistoire, l'âge de fer, au Ier millénaire av. J.-C. et au Ier millénaire, marque l'entrée de la région dans le monde scythe, avec les cultures de Koulaïa, de Sargat, de Novotchekino et de Bolcheretchensk. Entre les Ier et IXe siècles de l'ère commune, des peuples des cultures de Sargat, de Potchevach et du Haut-Ob vivaient dans la région. 

### Moyen-Âge

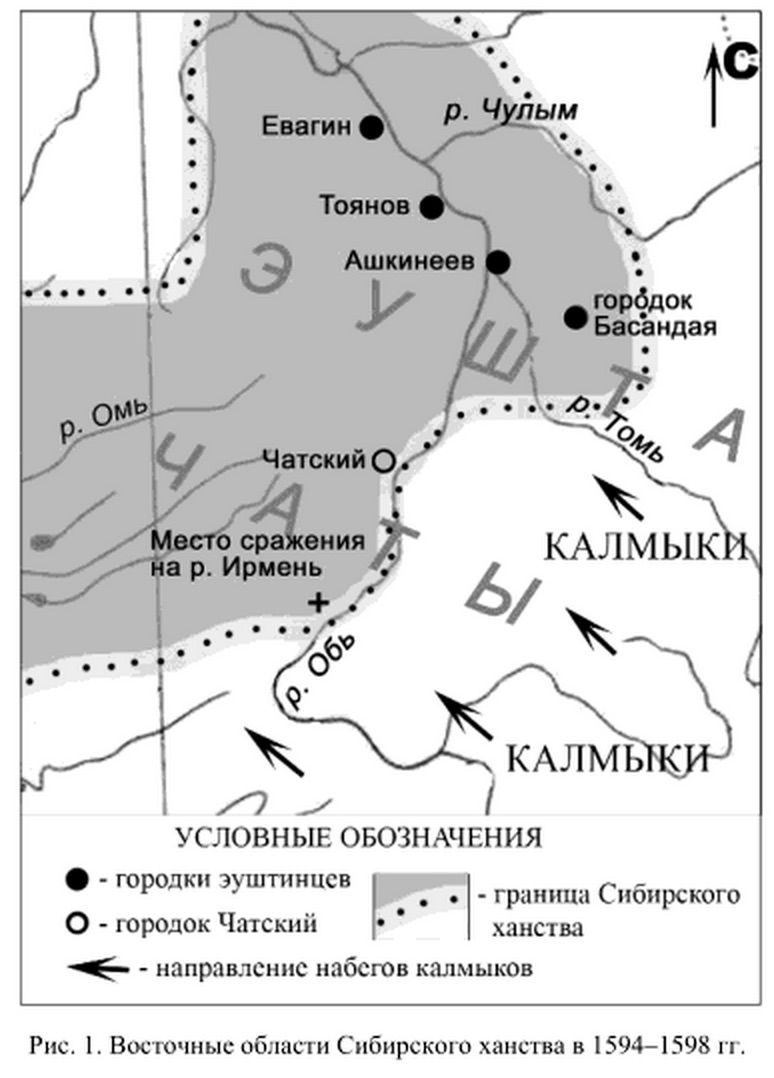
Localités du Khanat de Sibérie sur l'Ob.

Puis, du Xe siècle jusqu'au XIVe siècle, la culture de Srostki s'est répandue dans la région. En parallèle, dès le Xe siècle ont émergé les cultures de Bassandaïsk et de Kychtov, qui se sont étalées respectivement jusqu'aux XVIIe siècle et XVIIIe siècle.
Aux XIIIe – XVIIe siècles, la région est occupée par les peuples Tatars et Khantys. Surtout, aux XVe et XVIe siècles, la région est dominée par le khanat de Sibir (Sibérie). 
Mais en 1582-1585, avec le début de la conquête de la Sibérie par Ermak Timofeïévitch avec la conquête du Khanat de Sibir, le khanat disparaît au profit du tsarat de Russie. 
Après la bataille d'Irmen en 1598, les Tatars de Baraba acceptent de se soumettre aux Russes et deviennent citoyens russes. 

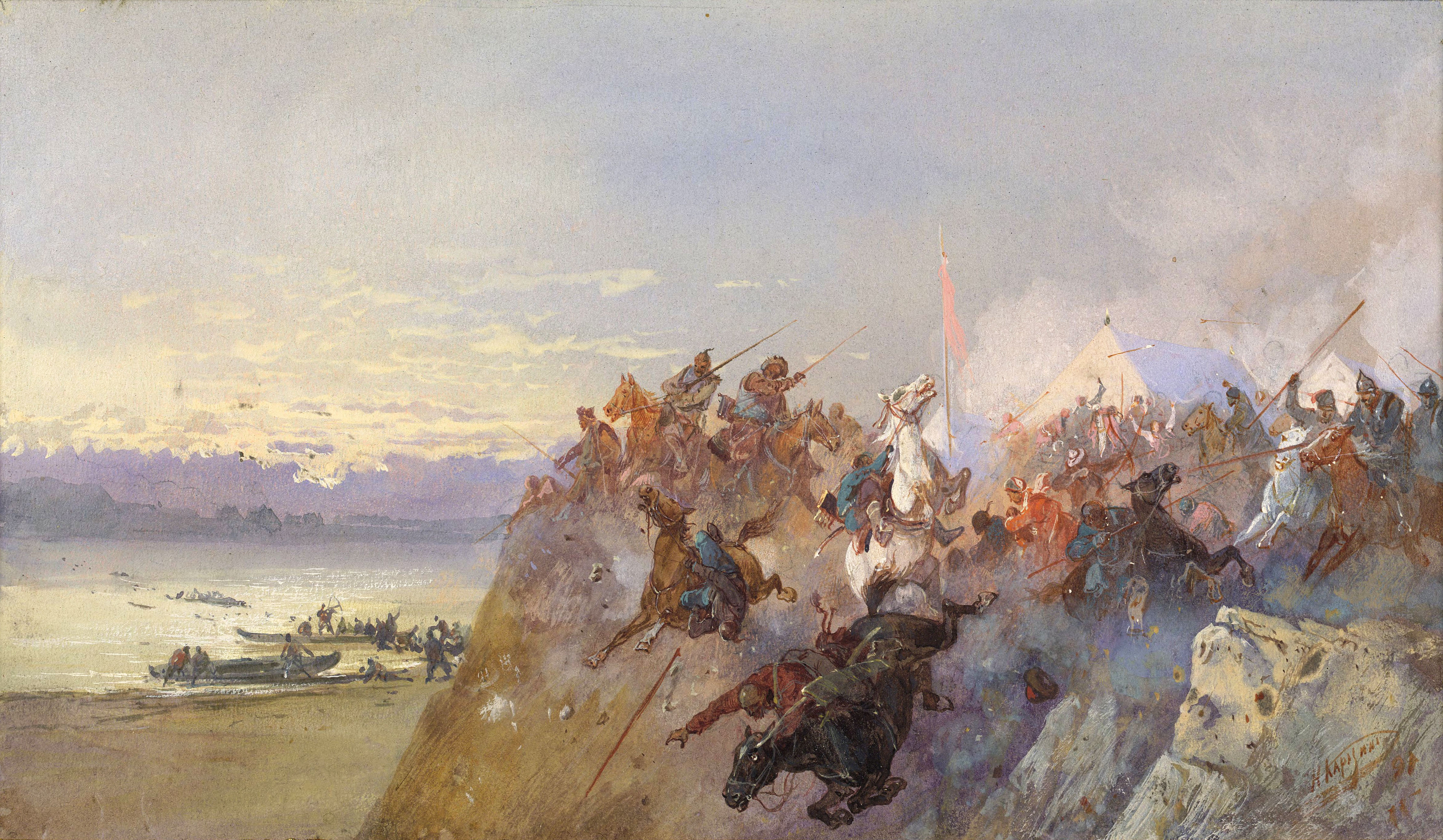
Bataille d'Irmen en 1598, peinte par Nikolaï Karazine.

### Conquête russe
Alors que dans d'autres régions, les premières localités russes sont fondées dès le XVIe et le début du XVIe siècle (Tara en 1594 ; Tomsk en 1604), les premières dans la région datent des années 1680 à 1700, avec les hameaux de Pachkoï, Krouglikovoï, Goutovoï, Anissimovoï, Krouvochtchiokovo entre autres. En 1703, l'ostrog d'Oumrevino est formé, puis ceux de Berdsk en 1710 et de Tchaousskog en 1713. En 1722, plusieurs avant-postes sont fondés, avec ceux d'Oust-Tartas, de Kaïnsk et d'Oubino dans la steppe de Baraba.
La route de Sibérie est établie comme voie postale en 1733, et dans les années 1740 à 1760, les lignes défensives de Sibérie, de l'Irtych, de Presnogorskovskk, de Biïsk et de Kouznetsk sont fondées en Sibérie, pour protéger les conquêtes russes.  La Chancellerie impériale des usines minières de Kolyvan-Voskressensk, une division territoriale, est fondée en 1747, recouvrant les actuels oblast de Novossibirsk et kraï de l'Altaï. Puis dans les années 1750, les paysans s'étant installés le long de l'Ob sont réinstallés le long de la route postale dans la steppe de Baraba.
Pendant la majeure partie de son histoire, l'oblast de Novossibirsk a appartenu à l'administration de Tomsk, d'abord en tant que partie de l'ouïezd de Tomsk du gouvernement de Tobolsk et plus tard, à partir de 1804, en tant que gouvernement de Tomsk (indépendant de Tobolsk). Le tournant dans l’histoire de la région a été la construction des chemins de fer Transsibérien et Turksib. Fondée en 1893, Novossibirsk , alors nommé Novonikolaïevsk, est devenue une plaque tournante des transports d'importance sous-régionale et a dépassé en quelques décennies d'autres grandes villes sibériennes comme Omsk et Tomsk.

### Période soviétique
Alors que la région était sous domination des Armées blanches de l'amiral Alexandre Koltchak, l'Armée rouge lance en août 1919 une offensive pour reprendre la région, tandis que les mouvements partisans de Berdsk et de Novonikolaïevsk se sont activés depuis juin. Le 14 décembre 1919, Novonikolaïevsk  est prise par l'Armée rouge.
Le 23 décembre 1919, la capitale du gouvernement de Tomsk a été transférée à Novonikolaïevsk, en 1921 le gouvernement  de Novonikolaïevsk a été créé. En 1925, la plupart des gouvernements de Sibérie furent unis sous le nom de kraï de Sibérie avec Novonikolaïevsk comme capitale, la ville changeant nom en 1926. En 1930, elle fut divisée en krais de Sibérie occidentale (Novossibirsk) et de Sibérie orientale (Irkoutsk), le premier exista jusqu'en 1937. L'oblast de Novossibirsk fut finalement créé le 28 septembre 1937. Les oblasts de Kemerovo et Tomsk ne s'en séparèrent qu'en 1943-1944.
Le 21 octobre 1943, la Branche sibérienne de l'Académie des sciences de l'URSS est fondée. En 1958, l'université est installé à Akademgorodok, lieu en périphérie de Novossibirsk à Berdsk qui devient le lieu de l'élite universitaire soviétique.
Le 19 août 1991, lors du putsch de Moscou, le conseil municipal de Novossibirsk décide de désobéir au Comité d'État sur l'état d'urgence et déclare soutenir le président russe Boris Eltsine.

### Ère moderne (1992-)

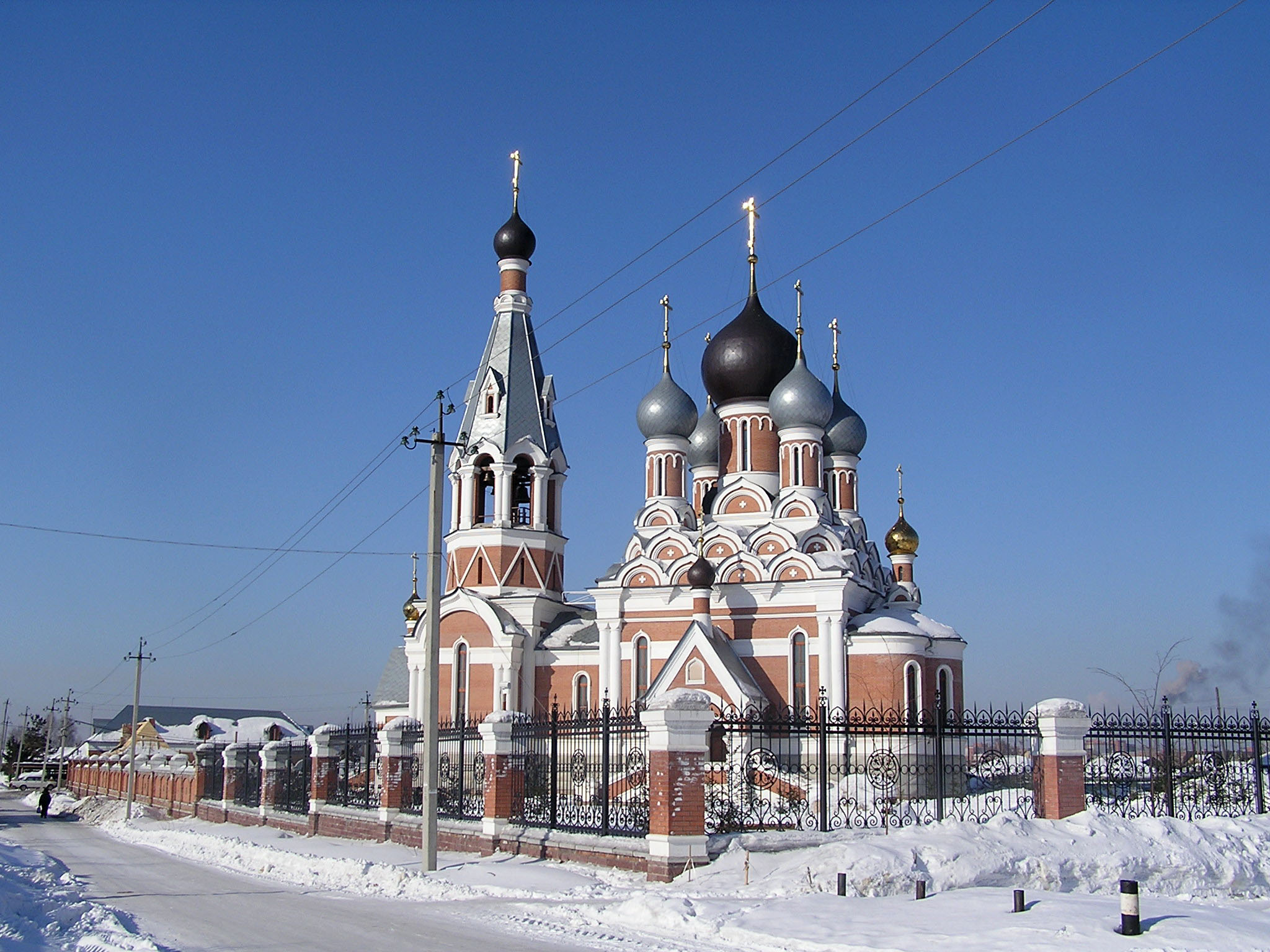
Cathédrale de la Transfiguration de Berdsk, construite en 1992.

Le 5 avril 1996, la Charte de l'oblast de Novossibirsk est promulguée.
En 2014, le pont Bougrinski est ouvert à Novossibirsk sur l'Ob.

## Population et société

### Démographie
Au 1er janvier 2023, la population s'élève à 2 794 300 habitants, dont 566 500 habitants en milieu rural.
| 2002      | 2016      | 2019      | 2021      | - |
| --------- | --------- | --------- | --------- | - |
| 2 692 251 | 2 762 237 | 2 793 389 | 2 797 176 | - |

| Année | Fécondité | Fécondité urbaine | Fécondité rurale |
| ----- | --------- | ----------------- | ---------------- |
| 1990  | 1,83      | 1,64              | 2,66             |
| 1991  | 1,71      | 1,52              | 2,49             |
| 1992  | 1,49      | 1,29              | 2,26             |
| 1993  | 1,28      | 1,10              | 1,94             |
| 1994  | 1,27      | 1,12              | 1,83             |
| 1995  | 1,23      | 1,10              | 1,70             |
| 1996  | 1,18      | 1,05              | 1,66             |
| 1997  | 1,16      | 1,03              | 1,62             |
| 1998  | 1,13      | 0,99              | 1,66             |
| 1999  | 1,07      | 0,95              | 1,53             |
| 2000  | 1,13      | 1,00              | 1,61             |
| 2001  | 1,19      | 1,07              | 1,68             |
| 2002  | 1,27      | 1,14              | 1,84             |
| 2003  | 1,32      | 1,19              | 1,87             |
| 2004  | 1,34      | 1,23              | 1,82             |
| 2005  | 1,30      | 1,20              | 1,74             |
| 2006  | 1,28      | 1,17              | 1,73             |
| 2007  | 1,39      | 1,25              | 1,93             |
| 2008  | 1,52      | 1,37              | 2,10             |
| 2009  | 1,57      | 1,42              | 2,17             |
| 2010  | 1,60      | 1,46              | 2,26             |
| 2011  | 1,59      | 1,45              | 2,33             |
| 2012  | 1,71      | 1,56              | 2,56             |
| 2013  | 1,75      | 1,59              | 2,66             |
| 2014  | 1,77      | 1,59              | 2,74             |
| 2015  | 1,82      | 1,71              | 2,40             |
| 2016  | 1,81      | 1,69              | 2,42             |
| 2017  | 1,67      | 1,55              | 2,29             |
| 2018  | 1,63      | 1,53              | 2,12             |
| 2019  | 1,56      | 1,47              | 2,03             |

### Composition ethnique
La population est composée en majorité de Russes. Les Russes allemands constituent la deuxième origine. Au recensement de 2021 la composition ethnique de l'oblast était de 94,2 % de Russes ; 0,7 % Tatars ; 0,7 % d'Allemands ; 0,4 % Tadjiks ; 0,4 % d'Ukrainiens ; 0,4 % de Kazakhs ; 0,4 % Ouzbeks ; 0,3 % Kirghize ; 0,2 % d'Arméniens et 0,2 % d'Aéris. De plus, 475 688 personnes ont été enregistrées dans les bases de données administratives et n’ont pas pu déclarer leur appartenance ethnique.

### Religion
L'oblast de Novossibirsk est l'une des régions les moins religieuses de Russie. Selon une enquête de 2012, 25 % de la population de l'oblast de Novossibirsk adhère à l'Église orthodoxe russe, 5 % sont des chrétiens génériques non affiliés, 1 % de la population adhère à la foi indigène slave et 1 % à l'islam. En outre, 32 % de la population se déclare « spirituelle mais non religieuse », 25 % est athée et 11 % adhèrent à d'autres religions ou n'ont pas répondu à la question.

## Politique et administration

### Tendances politiques
| Scrutin                    | 1er tour | 1er tour | 1er tour | 1er tour | 1er tour | 1er tour | 1er tour | 1er tour | 1er tour | 1er tour | 1er tour           | 1er tour | 2d tour                  | 2d tour                  | 2d tour                  | 2d tour                  | 2d tour                  | 2d tour                  | 2d tour                  | 2d tour                  |
| Scrutin                    | 1er      | 1er      | %        | 2e       | 2e       | %        | 3e       | 3e       | %        | 4e       | 4e                 | %        | 1er                      | %                        | 2e                       | %                        | 3e                       | %                        | 4e                       | %                        |
| -------------------------- | -------- | -------- | -------- | -------- | -------- | -------- | -------- | -------- | -------- | -------- | ------------------ | -------- | ------------------------ | ------------------------ | ------------------------ | ------------------------ | ------------------------ | ------------------------ | ------------------------ | ------------------------ |
| Présidentielle 2012        |          | ER       | 56.34    |          | KPRF     | 22,53    |          | SE       | 9.18     |          | LDPR               | 7,70     | Victoire au premier tour | Victoire au premier tour | Victoire au premier tour | Victoire au premier tour | Victoire au premier tour | Victoire au premier tour | Victoire au premier tour | Victoire au premier tour |
| Gouvernorale 2014          |          | ER       | 64,97    |          | LDPR     | 18,82    |          | SRZP     | 13,49    |          |                    |          | Victoire au premier tour | Victoire au premier tour | Victoire au premier tour | Victoire au premier tour | Victoire au premier tour | Victoire au premier tour | Victoire au premier tour | Victoire au premier tour |
| Législative régionale 2015 |          | ER       | 44,56    |          | KPRF     | 24,52    |          | SRZP     | 10,63    |          | LDPR               | 10,33    | Tour unique              | Tour unique              | Tour unique              | Tour unique              | Tour unique              | Tour unique              | Tour unique              | Tour unique              |
| Législative 2016           |          | ER       | 38,26    |          | LDPR     | 19,55    |          | KPRF     | 19,55    |          | SRZP               | 5,61     | Tour unique              | Tour unique              | Tour unique              | Tour unique              | Tour unique              | Tour unique              | Tour unique              | Tour unique              |
| Présidentielle 2018        |          | ER       | 71.06    |          | KPRF     | 16,39    |          | LDPR     | 6,58     |          | GRANI              | 1,62     | Victoire au premier tour | Victoire au premier tour | Victoire au premier tour | Victoire au premier tour | Victoire au premier tour | Victoire au premier tour | Victoire au premier tour | Victoire au premier tour |
| Gouvernorale 2018          |          | ER       | 64,52    |          | LDPR     | 17,35    |          | SRZP     | 11,73    |          | Alliance populaire | 3,39     | Victoire au premier tour | Victoire au premier tour | Victoire au premier tour | Victoire au premier tour | Victoire au premier tour | Victoire au premier tour | Victoire au premier tour | Victoire au premier tour |
| Législative régionale 2020 |          | ER       | 38.13    |          | KPRF     | 16,63    |          | LDPR     | 13.58    |          | NL                 | 6,92     | Tour unique              | Tour unique              | Tour unique              | Tour unique              | Tour unique              | Tour unique              | Tour unique              | Tour unique              |
| Législative 2021           |          | ER       | 35,25    |          | KPRF     | 25,86    |          | LDPR     | 9,61     |          | SRZP               | 6,94     | Tour unique              | Tour unique              | Tour unique              | Tour unique              | Tour unique              | Tour unique              | Tour unique              | Tour unique              |
| Gouvernorale 2023          |          | ER       | 75,72    |          | KPRF     | 10,72    |          | LDPR     | 7,14     |          | SRZP               | 4,34     | Victoire au premier tour | Victoire au premier tour | Victoire au premier tour | Victoire au premier tour | Victoire au premier tour | Victoire au premier tour | Victoire au premier tour | Victoire au premier tour |

### Gouverneur
Le gouverneur de l'oblast est Andrei Travnikov, nommé par le président Vladimir Poutine le 5 octobre 2017 à titre intérimaire puis élu le 9 septembre 2018.

### Divisions administratives

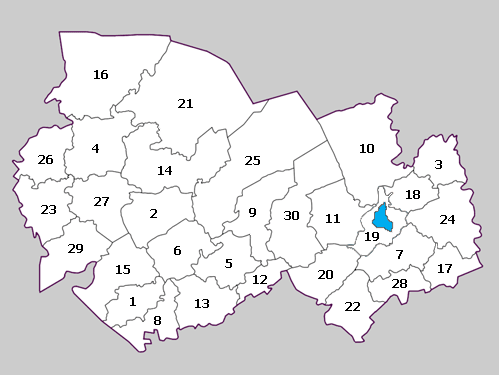
Carte des subdivisions de l'oblast.

L'oblast est divisé en 30 raïons et en 5 okrougs urbains :
| №                          | Nom                       | Nom russe           | Superficie (km²) | Population (2021) | Densité (чел./км²) | Centre administratif |
| Okrougs urbains            | Okrougs urbains           | Okrougs urbains     | Okrougs urbains  | Okrougs urbains   | Okrougs urbains    | Okrougs urbains      |
| -------------------------- | ------------------------- | ------------------- | ---------------- | ----------------- | ------------------ | -------------------- |
|                            | Ville de Novossibirsk     | город Новосибирск   | 502,1            | 1 633 595         | 3 034,9            |                      |
|                            | Ville de Berdsk           | город Бердск        | 67               | 102 850           | 1 501,4            |                      |
|                            | Ville d'Iskitim           | город Искитим       | 29,9             | 57 147            | 1 975,2            |                      |
|                            | Kolytsovo                 | р.п. Кольцово       | 18,8             | 20 862            | 693,2              |                      |
|                            | Ville d'Ob                | город Обь           | 21,95            | 30 445            | 1 187,7            |                      |
| Raïons (raïons municipaux) |                           |                     |                  |                   |                    |                      |
| 1                          | Raïon de Bagan            | Баганский район     | 3 367,73         | 14 627            | 5,2                | Bagan                |
| 2                          | Raïon de Barabinsk        | Барабинский район   | 4 415            | 39 391            | 10,3               | Barabinsk            |
| 3                          | Raïon de Bolotnoïe        | Болотнинский район  | 3 374            | 25 892            | 8,9                | Bolotnoïe            |
| 4                          | Raïon de Venguerovo       | Венгеровский район  | 6 313            | 15 393            | 3,4                | Venguerovo           |
| 5                          | Raïon de Dovolnoïe        | Доволенский район   | 4 422            | 13 228            | 4,5                | Dovolnoïe            |
| 6                          | Raïon de Zdvinsk          | Здвинский район     | 4 443            | 12 375            | 3,9                | Zdvinsk              |
| 7                          | Raïon de Iskitim          | Искитимский район   | 4 384            | 59 007            | 15,2               | Iskitim              |
| 8                          | Raïon de Karassouk        | Карасукский район   | 4 321            | 38 981            | 10,8               | Karassouk            |
| 9                          | Raïon de Kargat           | Каргатский район    | 5 396            | 14 366            | 3,6                | Kargat               |
| 10                         | Raïon de Kolyvan          | Колыванский район   | 10 573           | 24 950            | 2,3                | Kolyvan              |
| 11                         | Raïon de Kotcheniovo      | Коченёвский район   | 5 072            | 44 998            | 9,2                | Kotcheniovo          |
| 12                         | Raïon de Kotchki          | Кочковский район    | 2 518            | 11 710            | 6,4                | Kotchki              |
| 13                         | Raïon de Krasnoziorskoïe  | Краснозёрский район | 5 330            | 28 317            | 7,1                | Krasnoziorskoïe      |
| 14                         | Raïon de Kouïbychev       | Куйбышевский район  | 8 823,3          | 54 898            | 6,9                | Kouïbychev           |
| 15                         | Raïon de Koupino          | Купинский район     | 4 633            | 26 113            | 7,3                | Koupino              |
| 16                         | Raïon de Kychtovka        | Кыштовский район    | 11 101           | 9415              | 1,2                | Kychtovka            |
| 17                         | Raïon de Maslianino       | Маслянинский район  | 3 453            | 23 820            | 7,5                | Maslianino           |
| 18                         | Raïon de Mochkovo         | Мошковский район    | 2 591            | 40 863            | 15,2               | Mochkovo             |
| 19                         | Raïon de Novossibirsk     | Новосибирский район | 2 223            | 161 124           | 53,4               | Novossibirsk         |
| 20                         | Raïon d'Ordynskoïe        | Ордынский район     | 4 389            | 33 824            | 8,9                | Ordynskoïe           |
| 21                         | Raïon de Severnoïe        | Северный район      | 15 548           | 7729              | 0,7                | Severnoïe            |
| 22                         | Raïon de Souzoun          | Сузунский район     | 4 746            | 31 714            | 7,1                | Souzoun              |
| 23                         | Raïon de Tatarsk          | Татарский район     | 4 870            | 37 406            | 8,0                | Tatarsk              |
| 24                         | Raïon de Togoutchine      | Тогучинский район   | 6 058            | 54 987            | 10,7               | Togoutchine          |
| 25                         | Raïon d'Oubinskoïe        | Убинский район      | 13 760           | 11 770            | 1,3                | Oubinskoïe           |
| 26                         | Raïon d'Oust-Tarka        | Усть-Таркский район | 4 061            | 10 982            | 3,2                | Oust-Tarka           |
| 27                         | Raïon de Tchany           | Чановский район     | 5 515            | 21 156            | 5,1                | Tchany               |
| 28                         | Raïon de Tcherepanovo     | Черепановский район | 2 908            | 49 409            | 17,4               | Tcherepanovo         |
| 29                         | Raïon de Tchistooziornoïe | Чистоозёрный район  | 5 688            | 14 246            | 3,6                | Tchistooziornoïe     |
| 30                         | Raïon de Tchoulym         | Чулымский район     | 8 559            | 19 586            | 3,0                | Tchoulym             |

## Environnement

### Faune et flore
En 2022, plus de 1 350 espèces de plantes vasculaires, environ 500 espèces de vertébrés et plus de 3 000 espèces d'animaux invertébrés ont été recensées sur le territoire de l'oblast. La superficie totale des terres sur lesquelles se trouvent des forêts est en 2022 de 6 762 000 hectares.

### Aires protégées
À la fin de l'année 2022, la superficie des aires protégées d'importance régionale et locale a augmenté de 101 033 hectares et s'élève à 1 474 225 hectares, tandis que la superficie des aires protégées d'importance fédérale s'élève à 372 900 hectares.
La réserve naturelle de Vassiougan s'étend en partie sur l'oblast.

### Pollution
Le volume total des émissions de polluants atmosphériques en 2022 s'élevait à 292 300 tonnes, soit une augmentation de 5,4 % par rapport à 2021. Les émissions du transport routier se sont élevées à 93 600 tonnes, soit 5,2 % de plus par rapport à 2021 et 3,3 fois moins par rapport au niveau de 2013. Les émissions des sources fixes se sont élevées à 197 600 tonnes, augmentant de 5,3 % par rapport aux indicateurs de 2021, et augmentant de 1,0 % par rapport à 2013.

## Économie

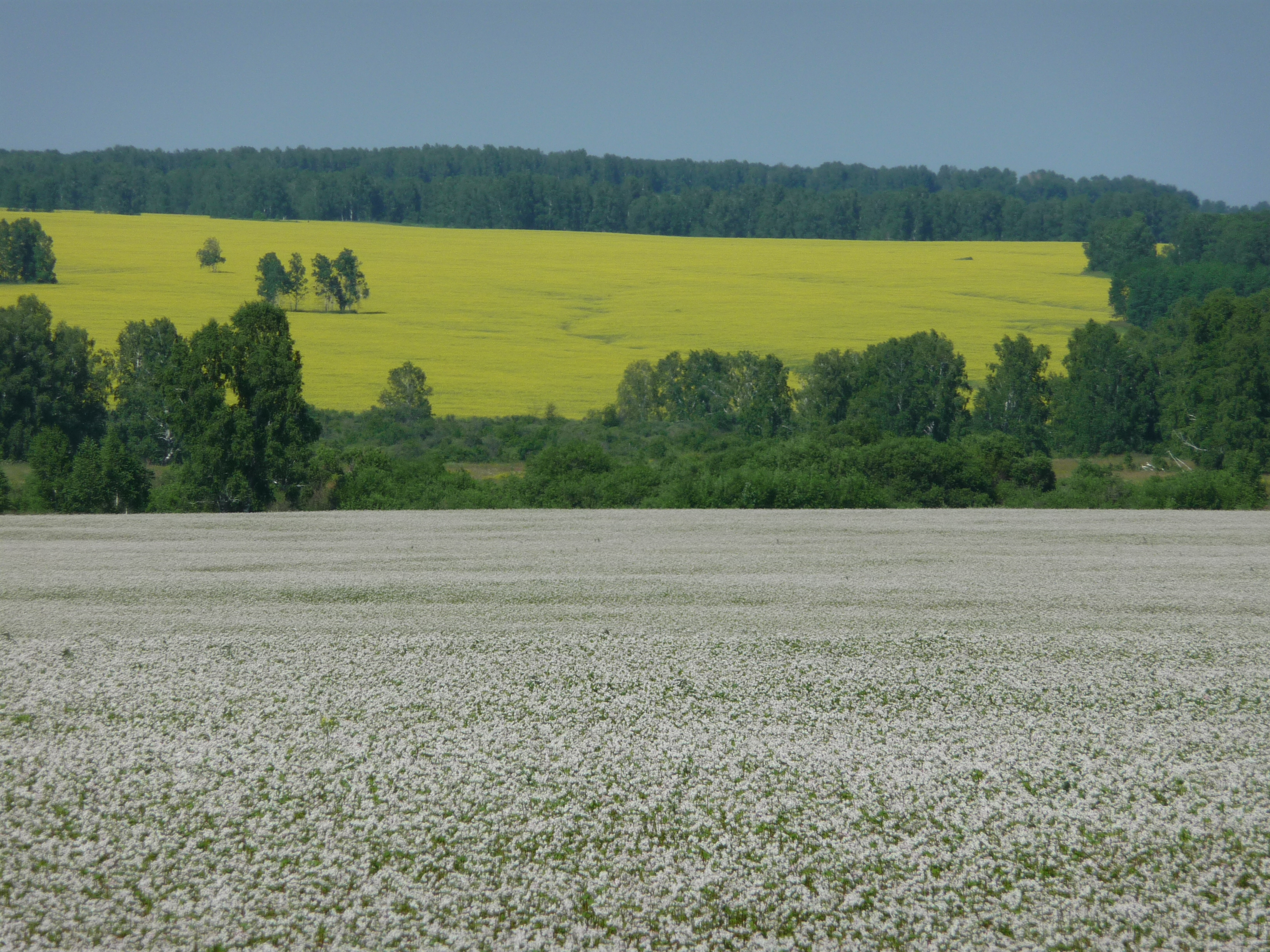
Champs dans la région de Novossibirsk, au premier plan : sarrasin, au second plan : mélilot.

En 2021, le produit intérieur brut de l'oblast s'élevait à 1 617 milliards de roubles, soit le 18e des 85 sujets russes, compris entre le kraï de Perm au-dessus et la république de Sakha en dessous. Le PIB par habitant était lui de 581,0 mille roubles,.
| Superficies ensemencées : | Superficies ensemencées : | Superficies ensemencées : | Superficies ensemencées : | Superficies ensemencées : | Superficies ensemencées : |
| année                     | 1959                      | 1990                      | 2000                      | 2005                      | 2015                      |
| ------------------------- | ------------------------- | ------------------------- | ------------------------- | ------------------------- | ------------------------- |
| (km2)                     | 41 230                    | 34 430                    | 27 190                    | 25 370                    | 23 400                    |

## Culture locale et patrimoine
L'oblast de Novossibirsk possède au 10 mars 2024, selon le décompte de l'inspection d'État pour la protection des objets du patrimoine culturel de l'oblast, 575 objets patrimoniaux culturels. Ils se répartissent entre 11 objets d'importance fédérale, 529 objets d'importance régionale et 35 objets d'importance locale. La subdivision détenant le plus d'objets patrimoniaux culturels est la ville de Novossibirsk, avec 296 protections, soit 51 % du total.

Patrimoine classé de l'oblast :
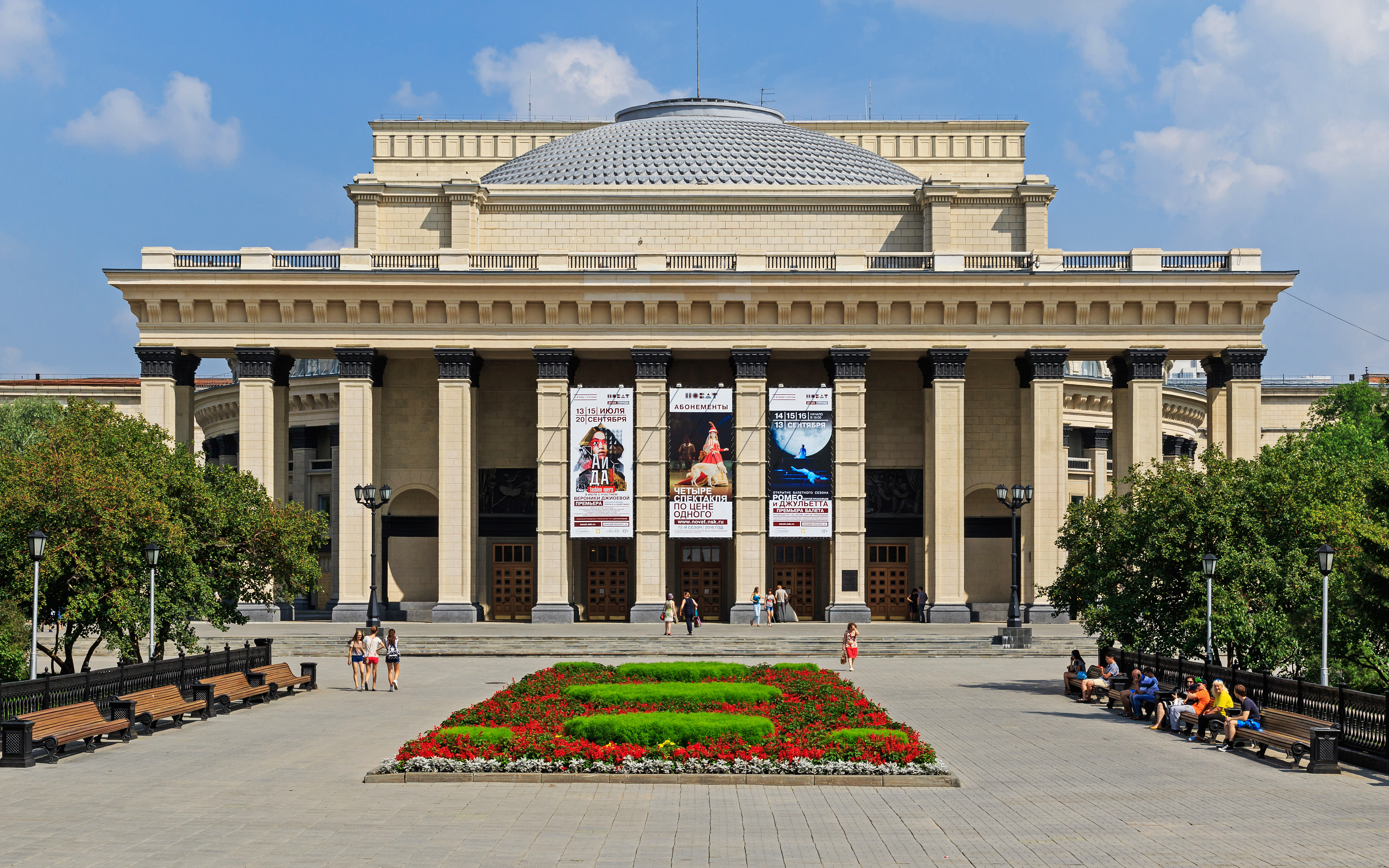
Théâtre d'opéra et de ballet de Novossibirsk.
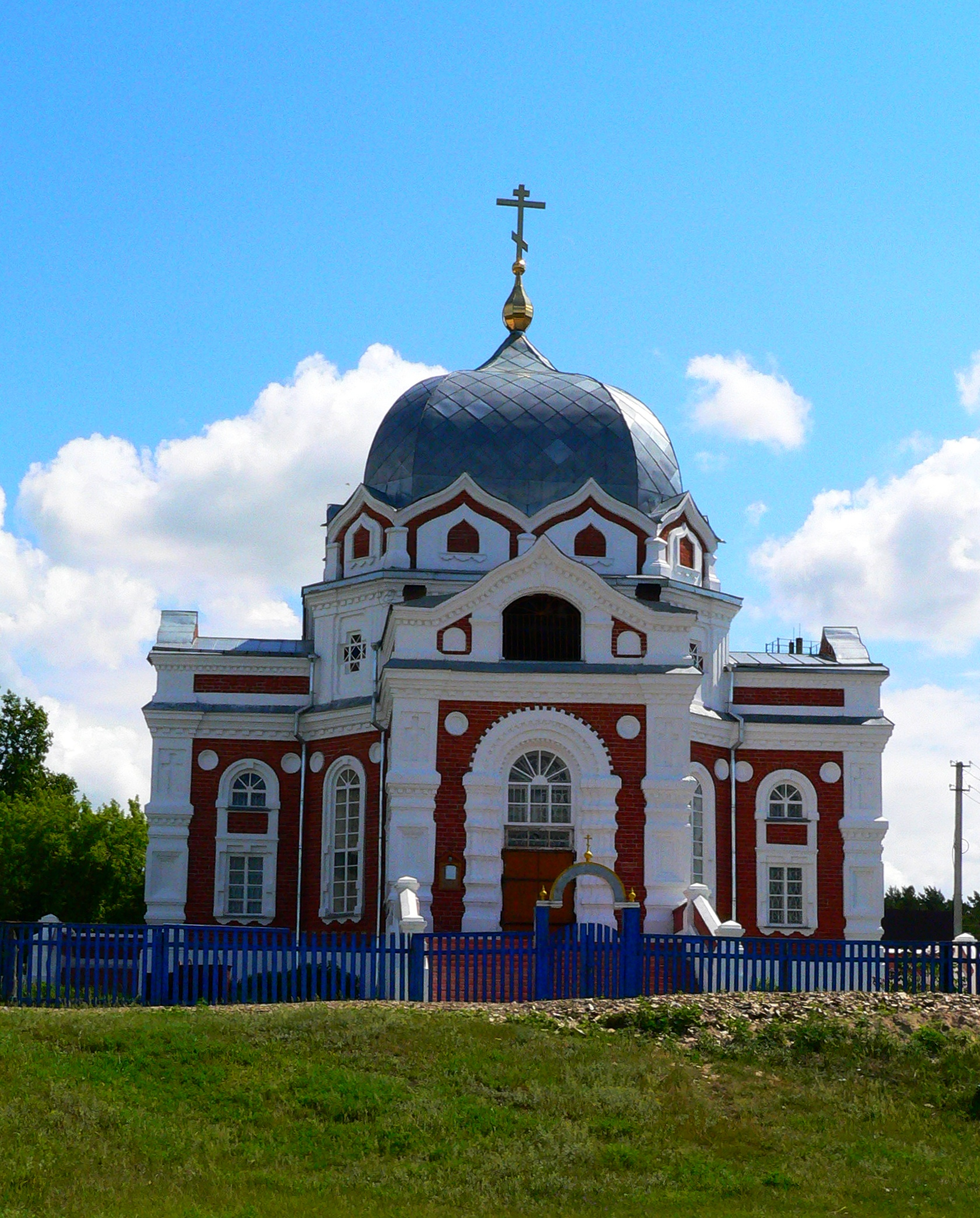
Église de l'Intercession de Zavialovo.
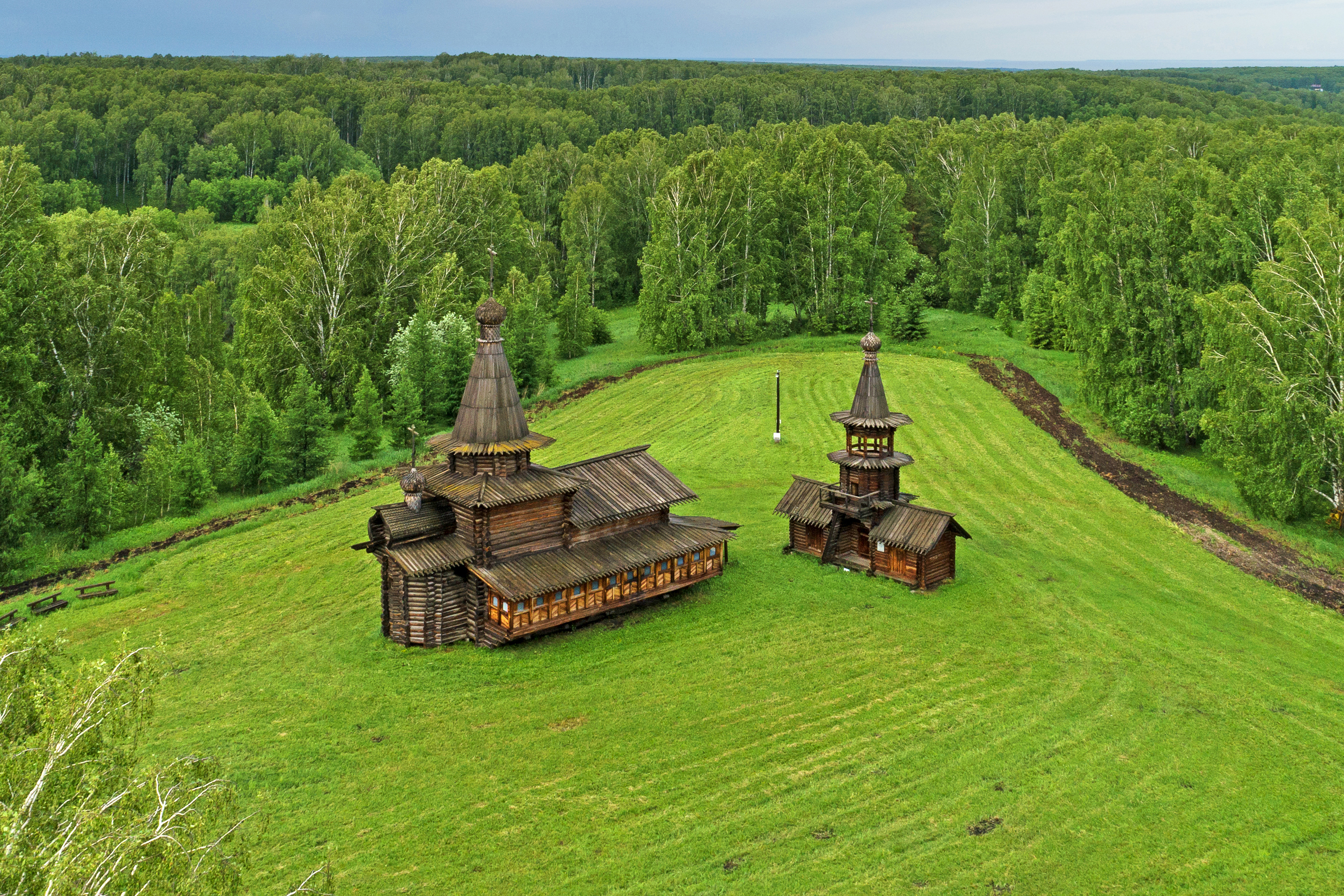
Église Saint-Mandylion de Zachiversk[b].
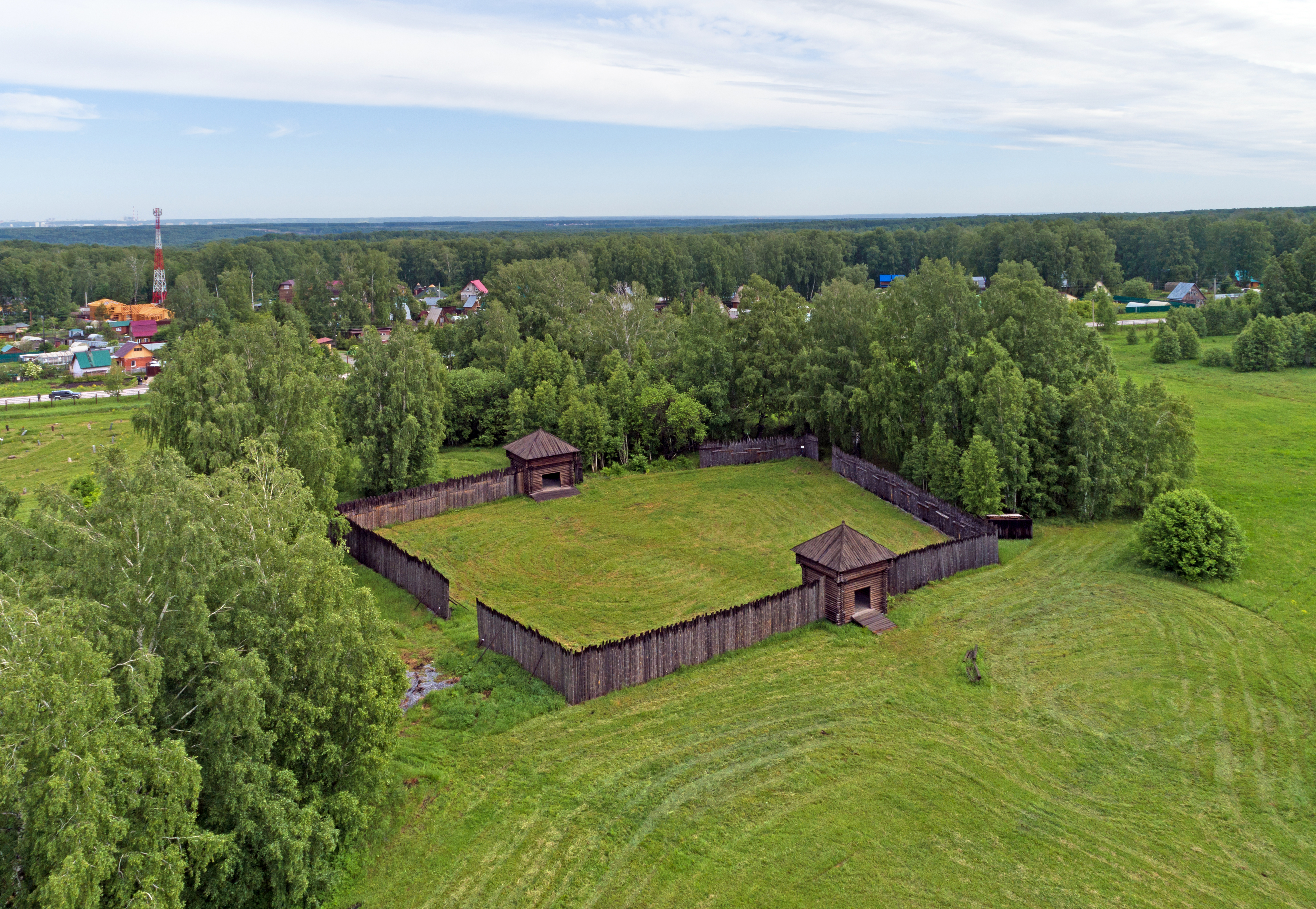
Ostrog de Kazym.